# Kupagyőztesek Európa-kupája-rekordok és statisztikák
Az alábbi táblázatokban vannak felsorolva a klubok, akik nyertek Kupagyőztesek Európa-kupáját, vagy ezüstérmesek lettek.

## Eredmények

### Nemzetek szerint
| Ország        | Győzelem | Ezüstérem | Győztes klubok |
| ------------- | -------- | --------- | --- |
| Anglia        | 8        | 5         | Chelsea (2), Arsenal (1), Everton (1), Manchester City (1), Manchester United (1), Tottenham Hotspur (1), West Ham United (1) |
| Spanyolország | 7        | 7         | Barcelona (4), Atlético Madrid (1), Real Zaragoza (1), Valencia (1)                                                           |
| Olaszország   | 7        | 4         | AC Milan (2), Fiorentina (1), Juventus (1), SS Lazio (1), Parma (1), Sampdoria (1)                                            |
| Németország   | 4        | 4         | Bayern München (1), Borussia Dortmund (1), Hamburg (1), Werder Bremen (1)                                                     |
| Belgium       | 3        | 4         | Anderlecht (2), KV Mechelen (1)                                                                                               |
| Ukrajna       | 2        | 0         | Dinamo Kijiv (2) |
| Skócia        | 2        | 2         | Aberdeen (1), Rangers (1) |
| NDK           | 1        | 2         | 1. FC Magdeburg (1) |
| Franciaország | 1        | 2         | Paris Saint-Germain (1) |
| Hollandia     | 1        | 1         | Ajax (1) |
| Portugália    | 1        | 1         | Sporting Lisbon (1) |
| Csehszlovákia | 1        | 0         | Slovan Bratislava (1) |
| Grúzia        | 1        | 0         | Dinamo Tbilisi (1) |
| Ausztria      | 0        | 3         | - |
| Magyarország  | 0        | 2         | - |
| Lengyelország | 0        | 1         | - |
| Oroszország   | 0        | 1         | - |

### Klubok szerint
| Csapat | Győztes             | Győzelem | Ezüstérem | Győztes év               | Ezüstérmes év |
| ------ | ------------------- | -------- | --------- | ------------------------ | ------------- |
| 1      | FC Barcelona        | 4        | 2         | (1979, 1982, 1989, 1997) | (1969, 1991)  |
| 2      | Anderlecht          | 2        | 2         | (1976, 1978)             | (1977, 1990)  |
| 3      | AC Milan            | 2        | 1         | (1968, 1973)             | (1974)        |
| 4      | Chelsea             | 2        | 0         | (1971, 1998)             | -             |
| 5      | Dinamo Kijiv        | 2        | 0         | (1975, 1986)             | -             |
| 6      | Atlético Madrid     | 1        | 2         | (1962)                   | (1963, 1986)  |
| 7      | Rangers             | 1        | 2         | (1972)                   | (1961, 1967)  |
| 8      | Arsenal             | 1        | 2         | (1994)                   | (1980, 1995)  |
| 9      | Fiorentina          | 1        | 1         | (1961)                   | (1962)        |
| 10     | West Ham United     | 1        | 1         | (1965)                   | (1976)        |
| 11     | Hamburger SV        | 1        | 1         | (1977)                   | (1968)        |
| 12     | Ajax                | 1        | 1         | (1987)                   | (1988)        |
| 13     | Sampdoria           | 1        | 1         | (1990)                   | (1989)        |
| 14     | Parma               | 1        | 1         | (1993)                   | (1994)        |
| 15     | Paris Saint-Germain | 1        | 1         | (1996)                   | (1997)        |
| 16     | Tottenham Hotspur   | 1        | 0         | (1963)                   | -             |
| 17     | Sporting Lisbon     | 1        | 0         | (1964)                   | -             |
| 18     | Borussia Dortmund   | 1        | 0         | (1966)                   | -             |
| 19     | Bayern München      | 1        | 0         | (1967)                   | -             |
| 20     | Slovan Bratislava   | 1        | 0         | (1969)                   | -             |
| 21     | Manchester City     | 1        | 0         | (1970)                   | -             |
| 22     | 1. FC Magdeburg     | 1        | 0         | (1974)                   | -             |
| 23     | Valencia            | 1        | 0         | (1980)                   | -             |
| 24     | Dinamo Tbilisi      | 1        | 0         | (1981)                   | -             |
| 25     | Aberdeen            | 1        | 0         | (1983)                   | -             |
| 26     | Juventus            | 1        | 0         | (1984)                   | -             |
| 27     | Everton             | 1        | 0         | (1985)                   | -             |
| 28     | KV Mechelen         | 1        | 0         | (1988)                   | -             |
| 29     | Manchester Utd      | 1        | 0         | (1991)                   | -             |
| 30     | Werder Bremen       | 1        | 0         | (1992)                   | -             |
| 31     | Real Zaragoza       | 1        | 0         | (1995)                   | -             |
| 32     | Lazio               | 1        | 0         | (1999)                   | -             |
| 33     | Real Madrid         | 0        | 2         | -                        | (1971, 1983)  |
| 34     | Rapid Wien          | 0        | 2         | -                        | (1985, 1996)  |
| 35     | MTK                 | 0        | 1         | -                        | (1964)        |
| 36     | 1860 Munich         | 0        | 1         | -                        | (1965)        |
| 37     | Liverpool           | 0        | 1         | -                        | (1966)        |
| 38     | Górnik Zabrze       | 0        | 1         | -                        | (1970)        |
| 39     | Gyinamo Moszkva     | 0        | 1         | -                        | (1972)        |
| 40     | Leeds United        | 0        | 1         | -                        | (1973)        |
| 41     | Ferencváros         | 0        | 1         | -                        | (1975)        |
| 42     | Austria Vienna      | 0        | 1         | -                        | (1978)        |
| 43     | Fortuna Düsseldorf  | 0        | 1         | -                        | (1979)        |
| 44     | FC Carl Zeiss Jena  | 0        | 1         | -                        | (1981)        |
| 45     | Standard Liège      | 0        | 1         | -                        | (1982)        |
| 46     | Porto               | 0        | 1         | -                        | (1984)        |
| 47     | Lokomotive Leipzig  | 0        | 1         | -                        | (1987)        |
| 48     | Monaco              | 0        | 1         | -                        | (1992)        |
| 49     | Royal Antwerp       | 0        | 1         | -                        | (1993)        |
| 50     | Stuttgart           | 0        | 1         | -                        | (1998)        |
| 51     | Real Mallorca       | 0        | 1         | -                        | (1999)        |

## Adatok és rekordok
- Az 1994–95-ös szezon alatt Anglia két csapattal vett részt a versenyben. Az egyik az Arsenal volt, akik a korábbi szezonban nyerték meg a kupát, a második pedig a Chelsea, akik az 1993–94-es FA-kupa-döntőt vesztették el. Mindkét csapatot a győztes Real Zaragoza ejtette ki. (A Chelsea-t az elődöntőben, az Arsenalt a döntőben.)
- Szokatlan, hogy egy csapat a KEK több szezonjában is részt vegyen. Az alábbi csapatoknak ez sikerült. 
  - 5 
    - Cardiff City (1967–68 – 1971–72)
    - Reipas Lahti (1973–74 – 1977–78)

  - 4 
    - Shamrock Rovers (1966–67 – 1969–70)
    - Anderlecht (1975–76 – 1978–79)
    - FC Barcelona (1981–82 – 1984–85)
    - Dinamo Bucureşti (1986–87 – 1989–90)
    - FC Dinamo Batumi (1995–96 – 1998–99)

  - 3 
    - Olimbiakósz (1961–62 – 1963–64)
    - Dinamo Zagreb (1963–64 – 1965–66)
    - Galatasaray (1965–65 – 1966–67)
    - Floriana (1965–66 – 1967–68)
    - Standard Liège (1965–66 – 1967–68)
    - Rába ETO Győr (1966–67 – 1968–69)
    - Levszki-Szpartak Szófia (1967–68 – 1969–70)
    - Górnik Zabrze (1968–69 – 1970–71)
    - FC Steaua București (1969–70 – 1971–72)
    - Sporting Clube de Portugal (1971–72 – 1973–74)
    - PAOK Szaloniki (1972–73 – 1974–75)
    - Fortuna Düsseldorf (1978–79 – 1980–81)
    - Swansea City (1981–82 – 1983–84)
    - Rapid Wien (1984–85 – 1986–87)
    - Glentoran (1985–86 – 1987–88)
    - FC Barcelona (1988–89 – 1990–91)
    - Valur (Reykjavik) (1991–92 – 1993–94)
    - Žalgiris (1993–94 – 1995–96)
    - AEK Athén (1995–96 – 1997–98)
    - Lokomotiv Moszkva (1996–97 – 1998–99)
      - a Dinamo Batumi és a Lokomotiv Moszkva megszakította a sorozatát a KEK 1999-es megszűnése miatt
- Szokatlan, hogy egy csapat egyszerre nyerje meg a hazája bajnokságát és a KEK-et. A következő kluboknak ez sikerült.
  - Dinamo Kijev 1975, 1986
  - AC Milan 1968
  - 1.FC Magdeburg 1974
  - Juventus 1984
  - Everton 1985
- Legnagyobb gólkülönbség egy döntőben: 1962–1963, Tottenham Hotspur FC 5–1 Atlético Madrid
- Legtöbb gól egy döntőben: 1978–79, FC Barcelona 4–3 Fortuna Düsseldorf
- Legtöbb gól egy mérkőzésen: 1963–64, Sporting CP 16–1 APOEL Nicosia (rekord az európai kupákban)